# The Sapphires
The Sapphires es una película dramática y cómica australiana producida por Goalpost Pictures, distribuida por Hopscotch Films y estrenada el 19 de mayo de 2012 en el marco del Festival de Cannes y el 9 de agosto en Australia. Está basada en la obra de teatro homónima estrenada en el 2005.
La historia trata sobre cuatro mujeres aborígenes, Gail (Deborah Mailman), Julie (Jessica Mauboy), Kay (Shari Sebbens) y Cynthia (Miranda Tapsell), quienes son descubiertas por un cazatalentos (Chris O'Dowd), y forman un grupo musical al que llaman The Sapphires. El grupo viaja a Vietnam en 1968 para cantar para las tropas durante la guerra.

## Argumento
Durante la Guerra de Vietnam de 1968, cuatro cantantes de una remota comunidad aborigen son descubiertas por un cazatalentos. Son arrancadas de la oscuridad y bautizadas The Sapphires, la versión australiana de The Supremes, y las contratan para su primer concierto real – entretener a las tropas en Vietnam.

## Protagonistas
- Chris O'Dowd como Dave, Manager de The Sapphires[3]
- Deborah Mailman como Gail McCrae.
- Jessica Mauboy como Julie McCrae.
  - Miah Madden como Julie McCrae de joven.
- Shari Sebbens como Kay McCrae.
- Miranda Tapsell como Cynthia McCrae.
- Eka Darville - Hendo
- Tory Kittles - Robby
- Georgina Haig - Glynnis
- Don Battee - Myron Ritchie / Promotor.
- Meyne Wyatt - Jimmy Middleton.
- T.J. Power - Teniente Jenson
- Rhys Muldoon - Tío Ed
- Beau Brady - Sargento de la Marina.
- Judith Lucy - Merle
- Kylie Belling - Geraldine
- Amy Miller-Porter - Vera
- Jackson Heywood - Infante del Hospital de Marina

## Producción
La película fue dirigida por Wayne Blair y escrita por Tony Briggs y Keith Thompson. Briggs además escribió la obra de teatro.
La producción comenzó en 2010, con la selección de los cuatro miembros de The Sapphires, y el rodaje se llevó a cabo en distintas localizaciones en Nueva Gales del Sur , Australia y Vietnam durante agosto y septiembre de 2011.
Basada en la obra de teatro homónima de 2004 escrita por Tony Briggs, el film fue presentado por primera vez en junio de 2010. Está inspirado en la historia verídica de la madre de Briggs Laurel Robinson, y su tía, Lois Peeler, quienes viajaron a Vietnam a cantar para las tropas. El guion fue escrito por Briggs y Keith Thompson. El rodaje tuvo lugar principalmente en Nueva Gales del Sur, en Albury, (y localidades aledañas como Corowa, Howlong, Culcairn y Morven), con algunas tomas adicionales realizadas en Windsor, Camden, Summerhill, Newtown y los Estudios Canal Road en Leichhardt, entre agosto y septiembre de 2011. El resto de la producción se trasladó a Vietnam, para una serie de tomas.

### Selección del reparto

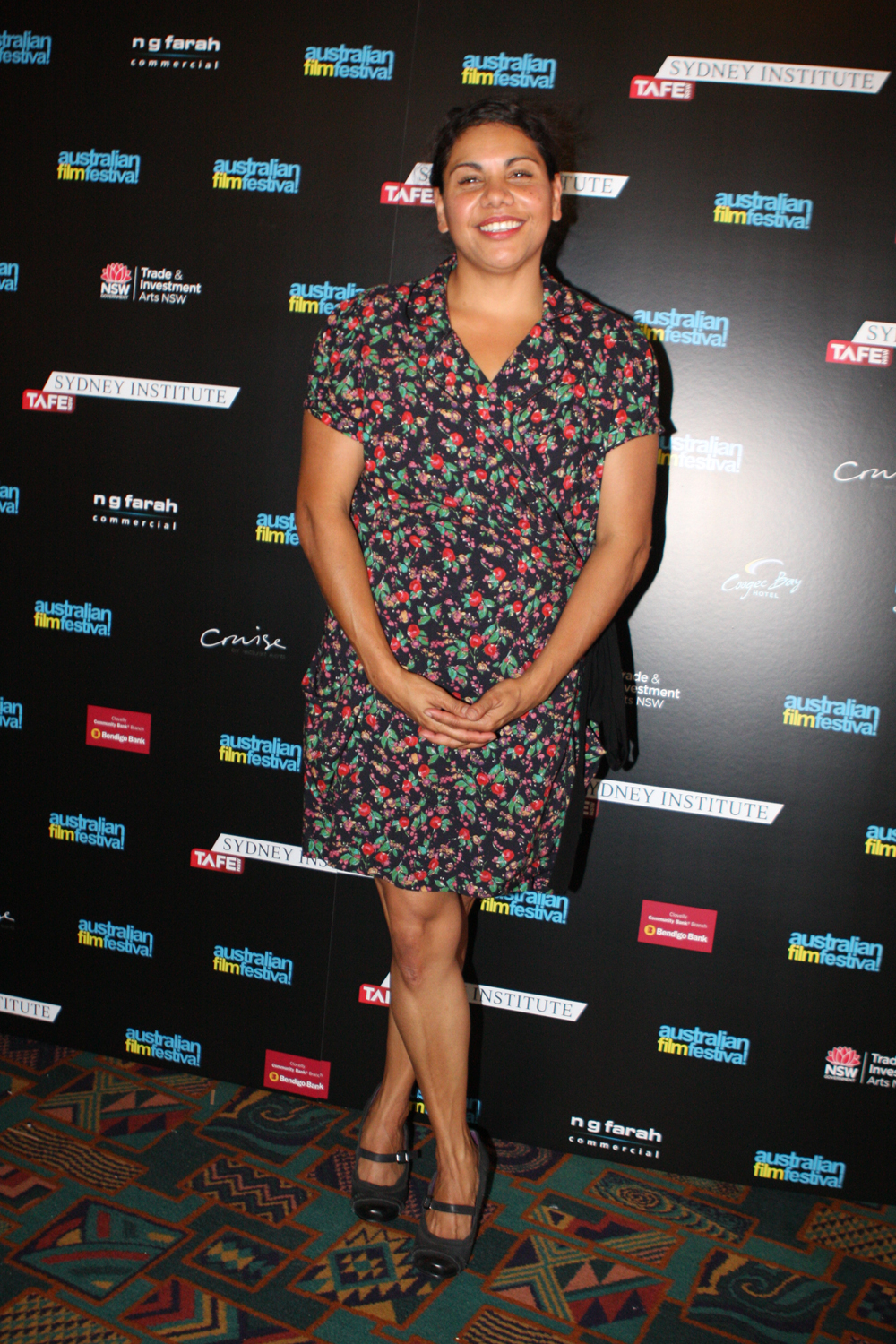
Deborah Mailman.

El 2 de junio de 2010, a través de un comunicado de prensa se anunció la apertura de las audiciones para The Sapphires , y se informaba que Goalpost Pictures Australia estaba buscando "cuatro jóvenes mujeres indígenas entre 16 y 28 años para los roles protagónicos de las cuatro integrantes de [el nombre del grupo musical]". El proceso incluía subir una grabación en el sitio web de las audiciones hasta el 31 de julio de 2010. La cantante australiana Casey Donovan, que hizo el papel de Cynthia McCrae en la producción musical de 2010, había audicionado para el papel, pero no tuvo suerte, y el rol lo obtuvo la desconocida Miranda Tapsell. Deborah Mailman, que también había encarnado a Cynthia en la producción original del musical en 2004, obtuvo el papel de Gale McCrae, y Jessica Mauboy se sumó al proyecto, en el papel de Julie, la hermana de Gale. En agosto de 2011, los roles de las cuatro integrantes fueron anunciados oficialmente, con otra figura nueva, Shari Sebbens, en el papel de Kay McCrae. Chris O'Dowd también se sumó al proyecto, en el papel de Dave, quien descubre a The Sapphires.

### Banda de sonido
La banda de sonido original de The Sapphires fue lanzada el 27 de julio de 2012 por Sony Music. Cuenta con la actuación vocal de Jessica Mauboy, Jade Macrae, Lou Bennett, Juanita Tippens y Darren Percival. Mauboy presta su voz en diez de las dieciséis canciones. Uno de los temas originales titulado "Gotcha", escrito por Mauboy, Ilan Kidron y Louis Schoorl, fue lanzado como sencillo el 13 de julio. Una semana después del estreno del largometraje, la banda de sonido de The Sapphires debutó en el primer puesto de la lista general ARIA y de la ARIA de discos australianos.
1. "Land of a Thousand Dances" – Jessica Mauboy
2. "I Heard It Through the Grapevine" – Jessica Mauboy
3. "What a Man" – Jessica Mauboy
4. "I Can't Help Myself (Sugar Pie Honey Bunch)" – Jessica Mauboy
5. "Who's Lovin' You" – Jessica Mauboy
6. "I'll Take You There" – Jessica Mauboy
7. "Gotcha" – Jessica Mauboy
8. "Soul Man" – Sam & Dave
9. "Hold On, I'm a Comin'" – Sam & Dave
10. "Run Through the Jungle" – Creedence Clearwater Revival
11. "Today I Started Loving You Again" – Jessica Mauboy, Juanita Tippens y Jade Macrae
12. "People Make the World a Better Place" – Juanita Tippens
13. "Yellow Bird" – Jessica Mauboy y Lou Bennett
14. "Ngarra Burra Ferra" – Jessica Mauboy, Lou Bennett, Juanita Tippens y Jade Macrae
15. "Shouting Out Love" – The Emotions
16. "In the Sweet Bye and Bye" – Darren Percival

## Estreno
El largometraje tuvo su estreno mundial el 19 de mayo en el Festival de Cine de Cannes 2012 , durante la proyección de trabajos fuera de competición. Luego del estreno, el elenco y el equipo recibieron una ovación de pie por parte del público presente que se extendió por diez minutos. Se estrenará en Australia durante el Festival Internacional de Cine de Melbourne el 2 de agosto, y el lanzamiento en las salas cinematográficas estaba previsto para el 9 de agosto, y sería distribuida por Hopscotch Films. Entertainment One se ocupará de la distribución en el Reino Unido, Irlanda y Canadá, mientras que Lusomundo, Diaphana, y Lev Films lanzarán el largometraje en Portugal, Francia e Israel respectivamente. Weinstein Company adquirió los derechos para distribuir el film en los Estados Unidos y otros países.

## Recepción

### Venta de entradas
En Australia, fue la película australiana más taquillera en su primer fin de semana. Recaudó 2.320.000 dólares en 275 salas de cine. News.com.au informó que ha sido el fin de semana más fuerte para una producción realizada en Australia desde Tomorrow, When the War Began [Mañana, cuando comenzó la guerra] (2010), que recaudó 3.860.000 dólares dos años antes.

### Respuesta de la crítica
The Sapphires ha recibido desde crítica regular hasta positiva en Cannes, donde fue apodada la versión australiana de Dreamgirls (2008). El sitio Rotten Tomatoes le dio un puntaje de 92% sobre la base de la opinión de 24 críticos; con un promedio que se ubica en 7.1/10. Henry Barnes de The Guardian le dio a la película tres estrellas sobre cinco, y la catalogó como una "dulce e inocua balada que sienta bien" Fiona Williams de SBS la galardonó con tres estrellas y media sobre cinco, y comentó que "Hay tanto amor, tanto para disfrutar ... y la cuota musical suficiente para compensar las partes flojas." Brad Brevet de Rope of Silicon la calificó con una B-, y sintetizó "buena música, buenas actuaciones y buena diversión que deberían rendir bien en varios sectores de la población." Robbie Collin de The Daily Telegraph le dio a "la comedia banal australiana" tres estrellas, mientras que Eric Kohn de IndieWire la calificó con una C-, y sostuvo que "es más para Broadway que para la gran pantalla".
Guy Lodge de Variety dijo que la torpe calidez de Chris O'Dowd y su maniática energía ... mantiene la trama en movimiento cuando el guion pierde su propia chispa." Mark Adams de Screen International se refirió a O'Dowd como una "presencia carismática en ascenso en la pantalla" que "ayuda a que la cinta tenga tensión, espontaneidad y también momentos verdaderamente graciosos."

### Premios y nominaciones
| Ceremonia                                | Categoría                                        | Receptor                         | Resultado |
| ---------------------------------------- | ------------------------------------------------ | -------------------------------- | --------- |
| 45th AWGIE Awards                        | Best Feature Film (guion) – Adaptación           | Keith Thompson Tony Briggs       | Ganador   |
| 45th AWGIE Awards                        | Most Outstanding Script of 2012                  | Keith Thompson Tony Briggs       | Ganador   |
| 26th ARIA Music Awards                   | Best Original Soundtrack/Cast/Show Album         |                                  | Nominado  |
| 48th Chicago International Film Festival | Gold Hugo for Best Feature                       | Wayne Blair                      | Nominado  |
| 35th Denver Film Festival                | People's Choice Award for Best Narrative Feature | Wayne Blair                      | Ganador   |
| AACTA Awards (2nd)                       | Best Film                                        | Rosemary Blight, Kylie du Fresne | Ganador   |
| AACTA Awards (2nd)                       | Best Direction                                   | Wayne Blair                      | Ganador   |
| AACTA Awards (2nd)                       | Best Adapted Screenplay                          | Keith Thompson                   | Ganador   |
| AACTA Awards (2nd)                       | Best Adapted Screenplay                          | Tony Briggs                      | Ganador   |
| AACTA Awards (2nd)                       | Best Lead Actor                                  | Chris O'Dowd                     | Ganador   |
| AACTA Awards (2nd)                       | Best Lead Actress                                | Deborah Mailman                  | Ganador   |
| AACTA Awards (2nd)                       | Best Supporting Actress                          | Jessica Mauboy                   | Ganador   |
| AACTA Awards (2nd)                       | Best Cinematography                              | Warwick Thornton                 | Ganador   |
| AACTA Awards (2nd)                       | Best Editing                                     | Dany Cooper                      | Ganador   |
| AACTA Awards (2nd)                       | Best Sound                                       | Andrew Plain                     | Ganador   |
| AACTA Awards (2nd)                       | Best Sound                                       | Bry Jones                        | Ganador   |
| AACTA Awards (2nd)                       | Best Sound                                       | Pete Smith                       | Ganador   |
| AACTA Awards (2nd)                       | Best Sound                                       | Ben Osmo                         | Ganador   |
| AACTA Awards (2nd)                       | Best Sound                                       | John Simpson                     | Ganador   |
| AACTA Awards (2nd)                       | Best Production Design                           | Melinda Doring                   | Ganador   |
| AACTA Awards (2nd)                       | Best Costume Design                              | Tess Schofield                   | Ganador   |
| AACTA Awards (2nd)                       | Best Visual Effects                              | James Rogers                     | Nominado  |
| Deadly Awards 2013                       | Film of the Year                                 | Film of the Year                 | Ganador   |